# Awarua River (Northland)
Der Awarua River ist ein Fluss im Far North District der Region Northland auf der Nordinsel von Neuseeland.

## Geographie
Der Awarua River entsteht durch den Zusammenfluss des Tawapuku River mit dem Paramurua Stream, rund 800 m nördlich der kleinen Siedlung Awarua. Von dort aus schlängelt sich der Fluss weiter nach Süden, auf der Hälfte seines Weges dicht an der westlichen Seite des New Zealand State Highway 15 entlang. Nach einer Gesamtlänge von 10,7 km mündet der Awarua River als linker Nebenfluss in den Mangakahia River.
Rund 2 km vor der Mündung in den Mangakahia River sind über eine Länge von gut 400 m die Te Huia Falls im Flussbett zu finden.